# Jaume Rosselló Manetas
Jaume Rosselló Manetas és un editor, periodista i escriptor català.
Responsable de la creació de revistes com Integral (1978) i Cuerpomente (1990), entre d'altres. La seva vida ha estat dedicada a les publicacions relacionades amb la salut, l'alimentació vegetariana i la vida natural. Ha estat també editor de llibres, traduïts a més de vint idiomes. És autor de centenars d'articles sobre temes de salut, alimentació i medicina natural, havent esdevingut un especialista en temes de nutrició. Durant tota la seva trajectòria professional s'ha dedicat a divulgar un estil de vida sa i natural en les seves publicacions. Ja jubilat, dedica els seus esforços a promoure l'ecologisme a títol més personal, fent xarrades o concedint entrevistes.